# Primo Fontanive
Primo Fontanive (Rocca Pietore, 29 gennaio 1957) è un ex hockeista su ghiaccio e allenatore di hockey su ghiaccio italiano.

## Carriera
Ha giocato per tutta la sua carriera, iniziata nel 1972, con la maglia dell'Alleghe. Si è ritirato dopo la sconfitta nella finale scudetto 1984-1985 contro il Bolzano.
Ha poi fatto parte a lungo dello staff tecnico dell'Alleghe, guidando le giovanili e ricoprendo il ruolo di assistente allenatore dal 1987 al 2009, con due parentesi come head coach. Per problemi di salute lasciò per due anni la panchina, ritornando nel 2011, come General Manager, ruolo che ricoprì per una stagione. Ritornò poi alla guida della formazione Under-18. Quando nel 2013 l'Alleghe rinunciò all'iscrizione alla massima serie, Primo Fontanive fu nominato allenatore della prima squadra iscritta alla serie B 2013-2014, che vinse quel campionato. Nella stagione successiva il suo posto venne preso dal suo secondo, Alessandro Fontana.
Anche i tre figli Nicola, Diego e Davide Fontanive sono stati giocatori di hockey su ghiaccio.